# Vacaciones sin novia

## Sinopsis
El ejército quiere recompensar a unos soldados americanos que han estado destinados durante un largo periodo en el Ártico. Todos se merecen un permiso, pero no puede prescindir de todos, por ello, deciden hacer un sorteo. El ganador recibe una recompensa muy especial: un permiso de tres semanas en París.

## Otros créditos
- Montaje/edición: Milton Carruth
- Asistente de dirección: Frank Shaw y Terence Nelson
- Sonido: Leslie I. Carey y James Mobley
- Supervisor musical: Joseph Gershenson
- Dirección artística: Alexander Golitzen y Eric Orbom
- Decoración del set: Oliver Emert y Russell A. Gausman
- Vestuario: Bill Thomas
- Maquillaje: Bud Westmore

## Premios
- Quedó en tercer lugar, en la categoría de comedias, en la lista de los premios Golden Laurel.
- Nominada como Mejor comedia o musical en los Globo de Oro.

## Curiosidades
- La película fue rodada en Eastmancolor.
- En Inglaterra se estrenó con el título de Strictly for pleasure.
- Dámaso Pérez Prado  compuso para la película la canción Mambo Jambo.

## Enlaces de interés
- Vacaciones sin novia en Internet Movie Database (en inglés).
- https://web.archive.org/web/20051208055025/http://www.culturalianet.com/art/ver.php?art=17933
- Vacaciones sin novia en FilmAffinity.

- Datos: Q2321751